# 東郷神社 (渋谷区)
東郷神社（とうごうじんじゃ）は、東京都渋谷区神宮前一丁目に鎮座する神社。東郷平八郎元帥を祀る。

## 歴史
東郷平八郎が1934年（昭和9年）5月30日に死去すると、全国から海軍省に東郷を顕彰する神社の創建の要望と献金が相次いだ。当時の海軍大臣大角岑生が財団法人東郷元帥記念会を設立し、寄せられた献金によって神社の創建が計画された。
元は、鳥取藩主であった池田慶徳が1862年（文久2年）から持つ約2万坪の屋敷だった。その子孫である旧岡山藩池田家第15代当主・池田宣政侯爵は、私邸敷地のうち約1万2千坪を東郷元帥記念会に譲渡し、それが神社用地となった。現在、残りの8千坪の土地には、原宿警察署、渋谷区立原宿外苑中学校、渋谷区立中央図書館、パークコート神宮前などが建つ。
1937年（昭和12年）9月に地鎮祭、1940年（昭和15年）5月27日（海軍記念日）に御鎮座祭が行なわれ、同時に府社に列格した。
1945年（昭和20年）には別格官幣社への昇格がほぼ決まりかけていたが、同年3月の東京大空襲によって社殿が焼失し、昇格は断念された。
1952年（昭和27年）、東郷神社は社殿の隣接地を生長の家に譲渡。生長の家は同年から本部会館の建設を開始し、1954年（昭和29年）3月1日に完成させた。
1958年（昭和33年）に奉賛会が結成され、1964年（昭和39年）に社殿が再建された。
1989年（平成元年）2月3日には東郷神社爆破事件が起きている。

## 境内
境内には、付属の教育機関として東郷幼稚園がある。また、海軍・海事・水産関係者の諸霊を「海の宮」として祀っている。

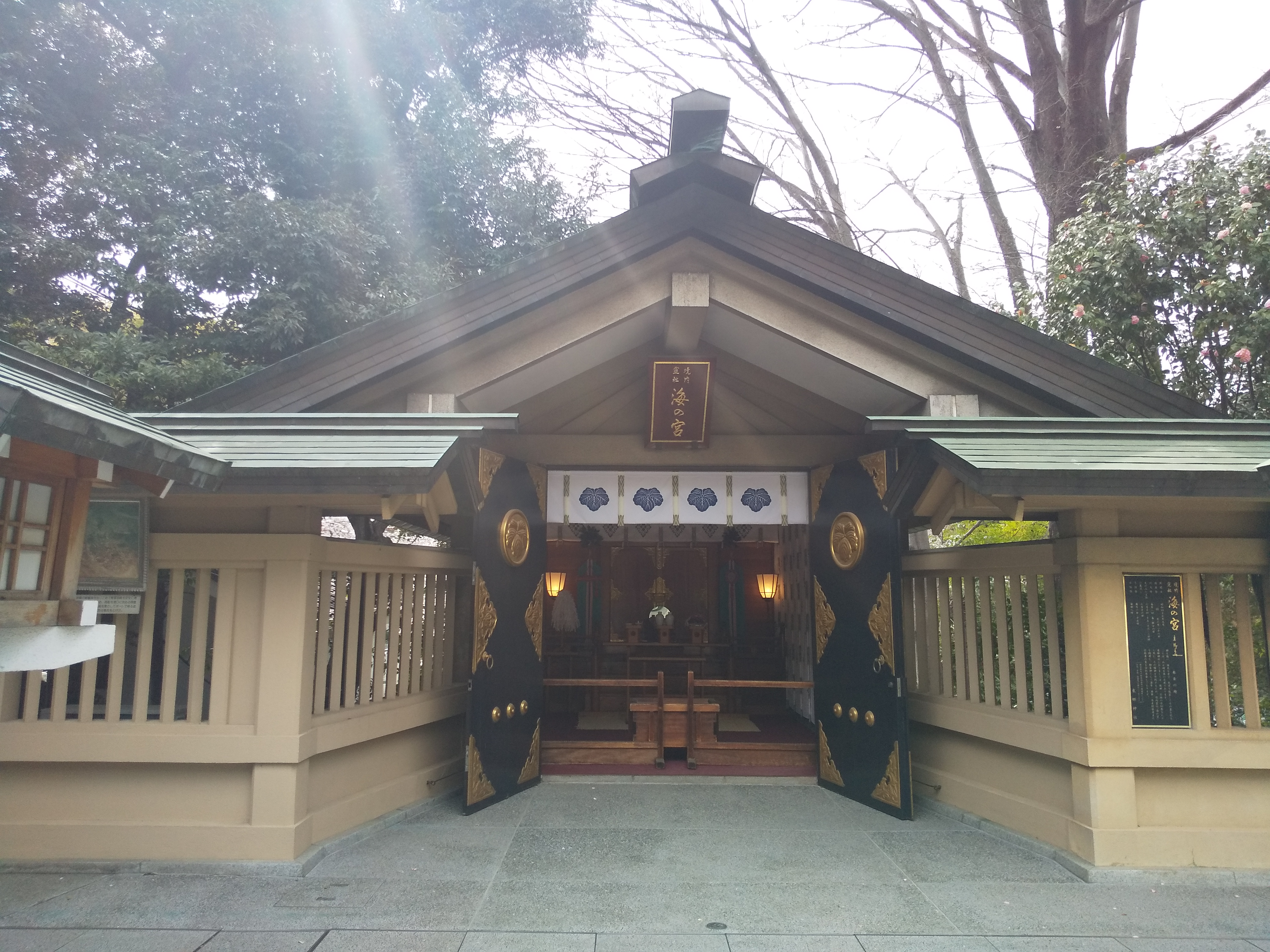
海の宮

## 周辺
隣接する位置に東郷記念館があるが、これは神社ではなく全くの別法人である株式会社東日（とうじつ）が経営している。近隣のパークコート神宮前の中に、東郷神社の直営宴会施設（バンケット施設）となるルアール東郷がある。
周辺には渋谷区立中央図書館、原宿警察署、原宿外苑中学校、生長の家旧本部会館（光明の塔）、竹下通りなどがある。

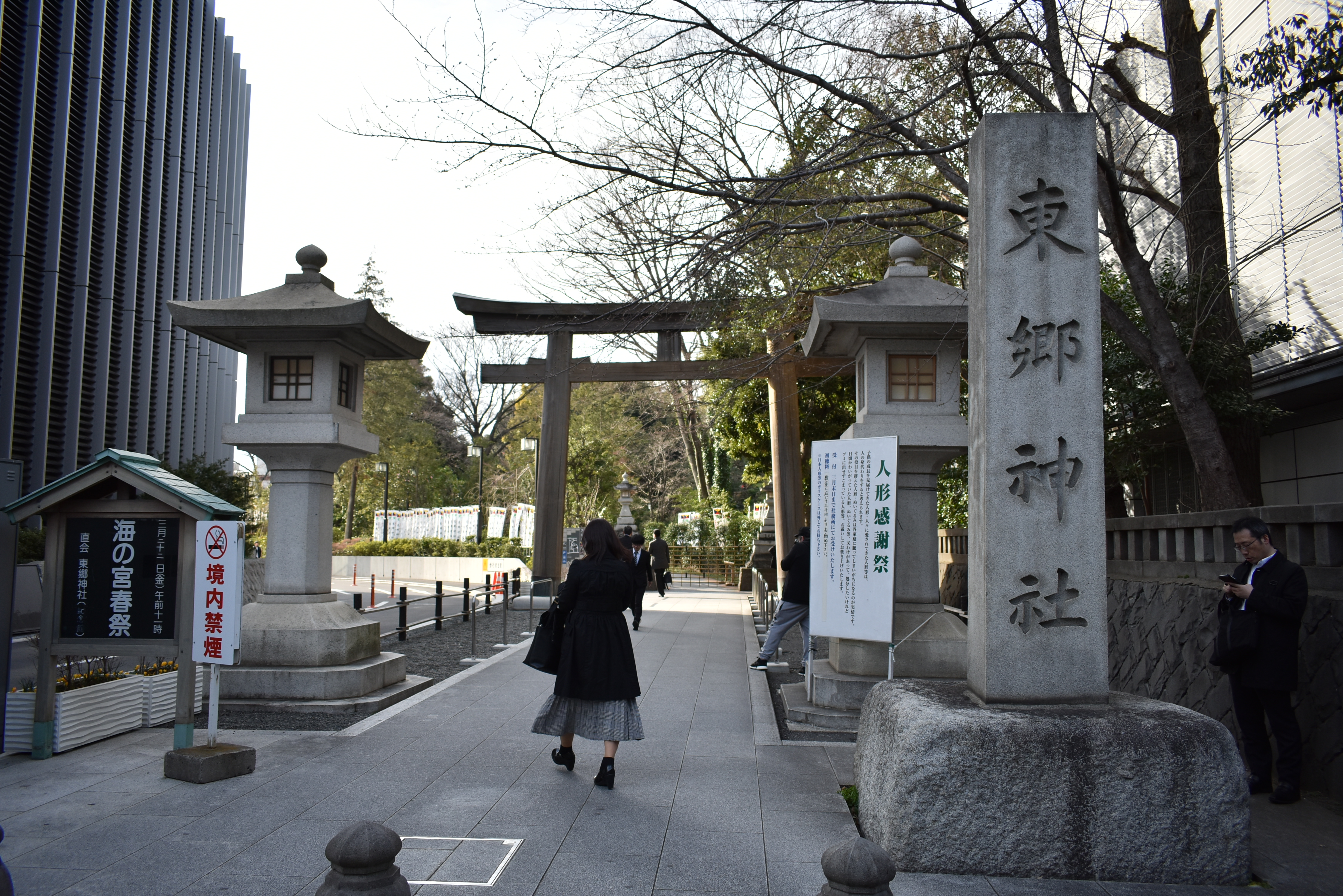
公道より参道を見る（2019年3月19日撮影）
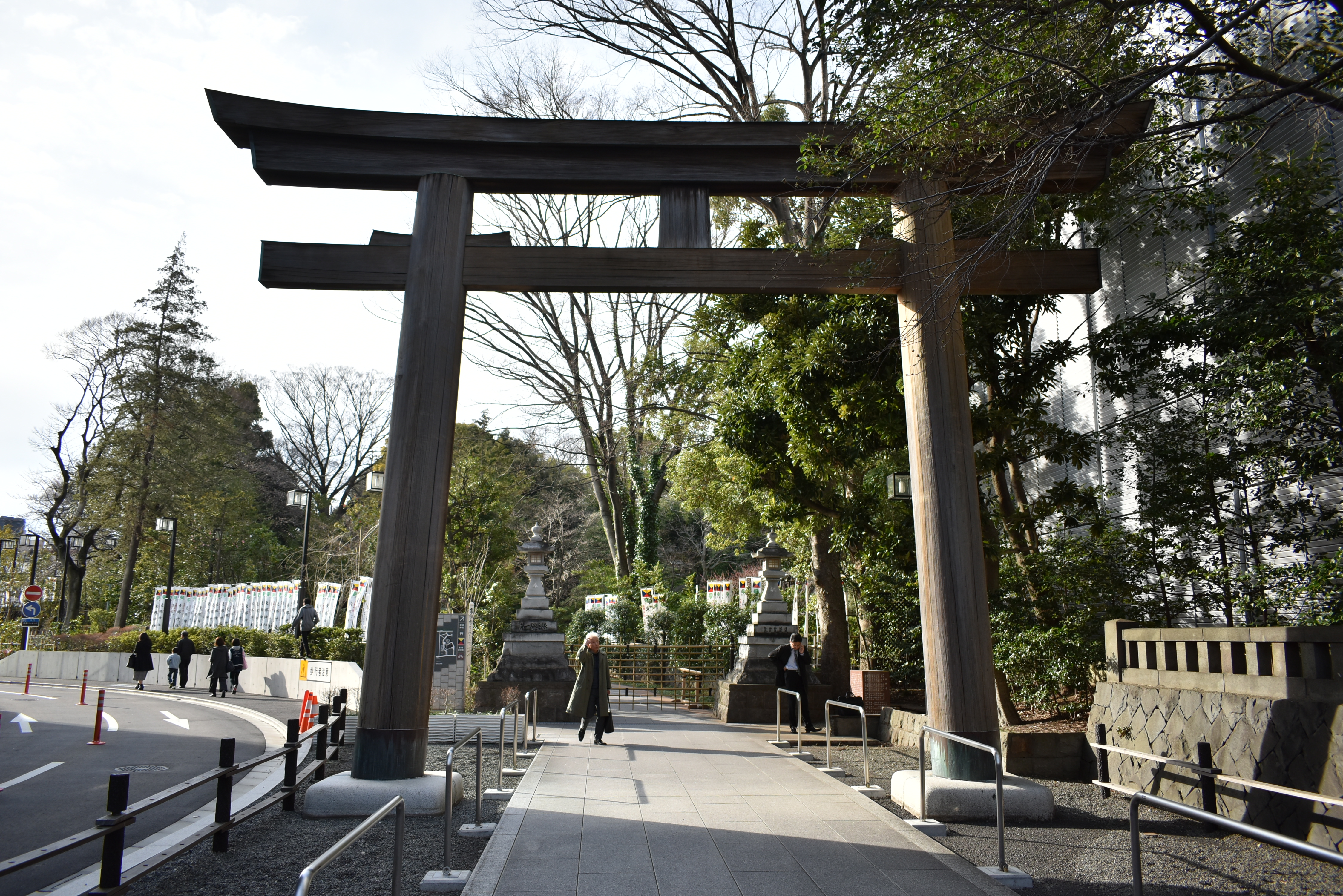
参道より鳥居を見る（2019年3月19日撮影）
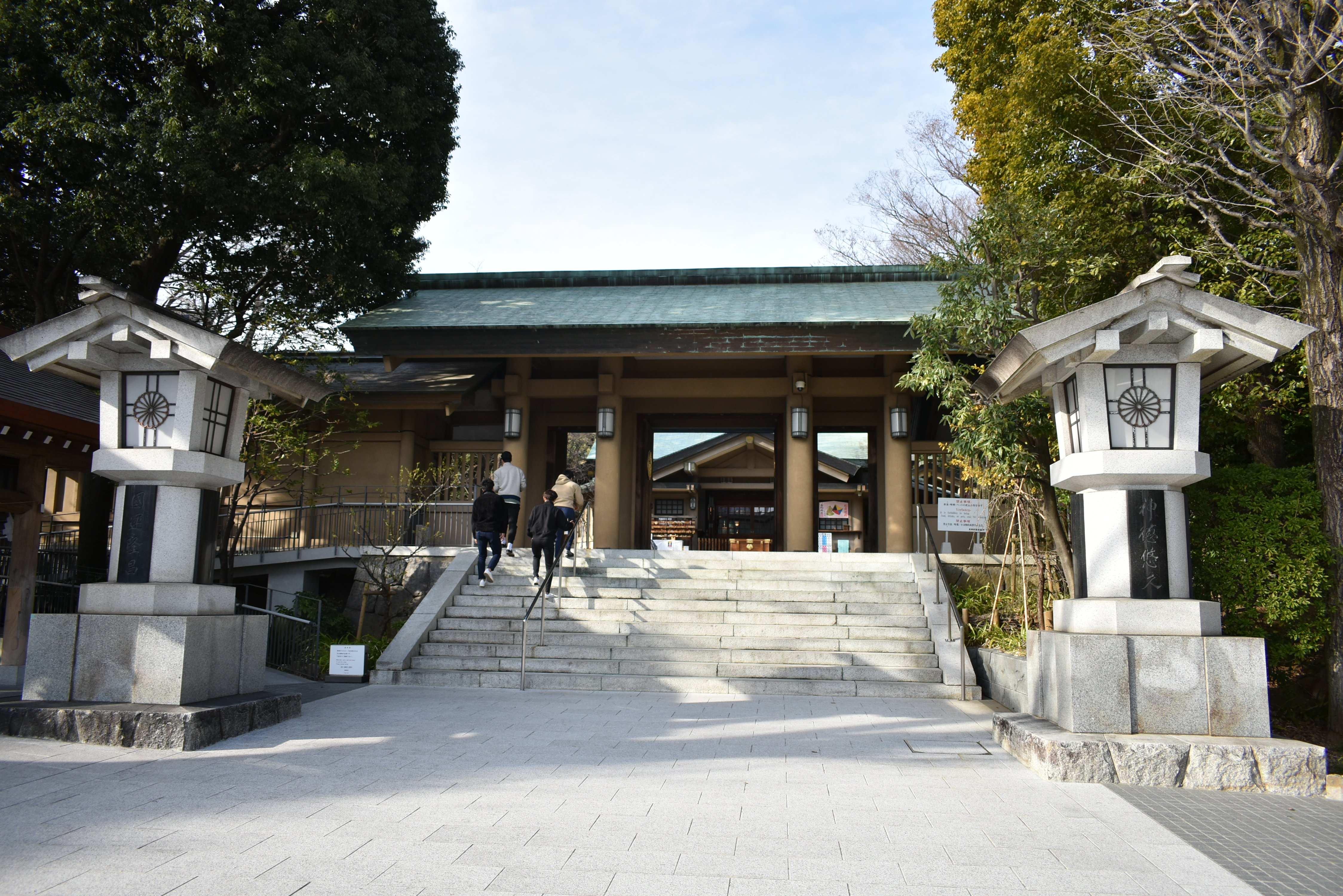
参道より神門を見る（2019年3月19日撮影）
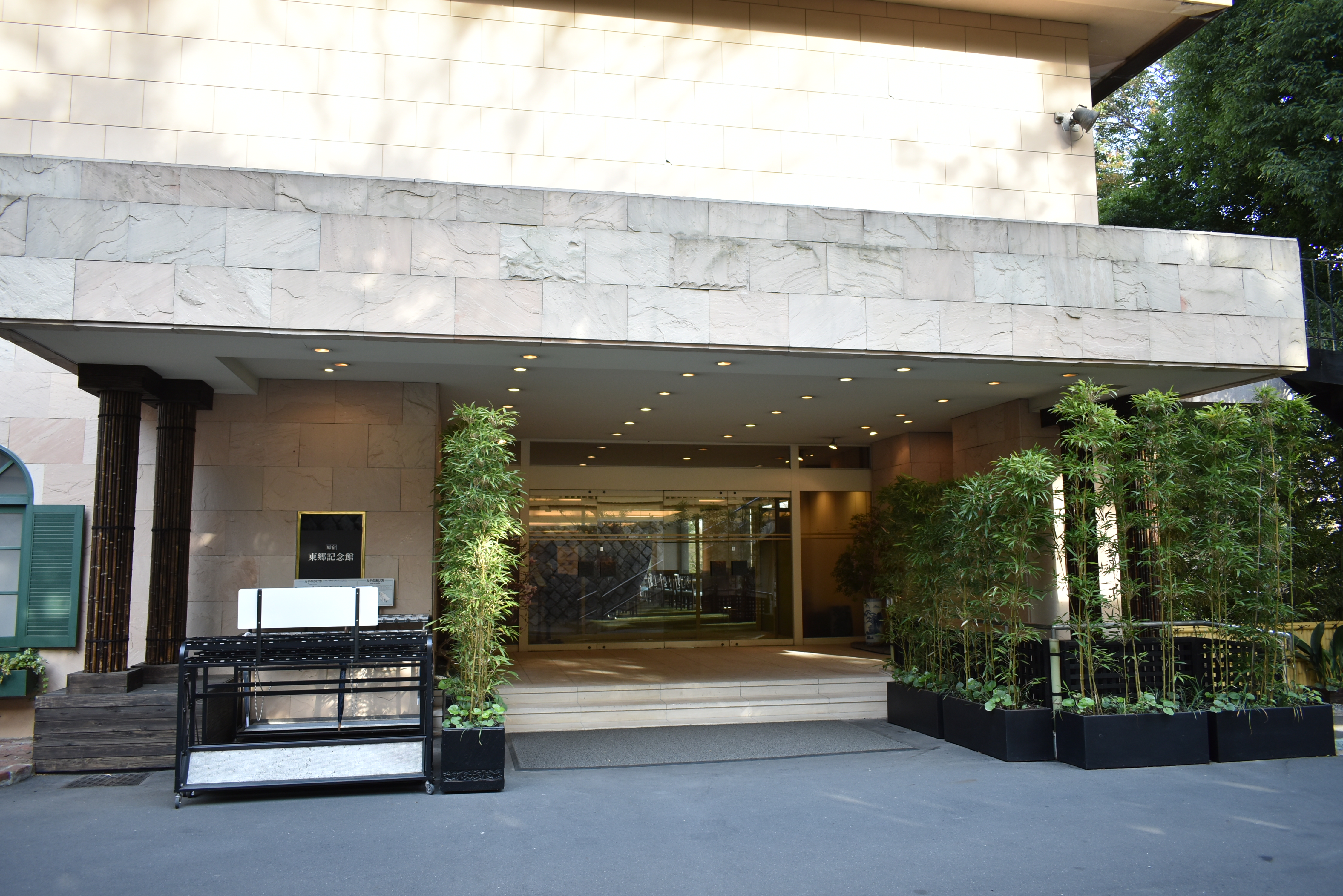
東郷記念館（2019年3月19日撮影）
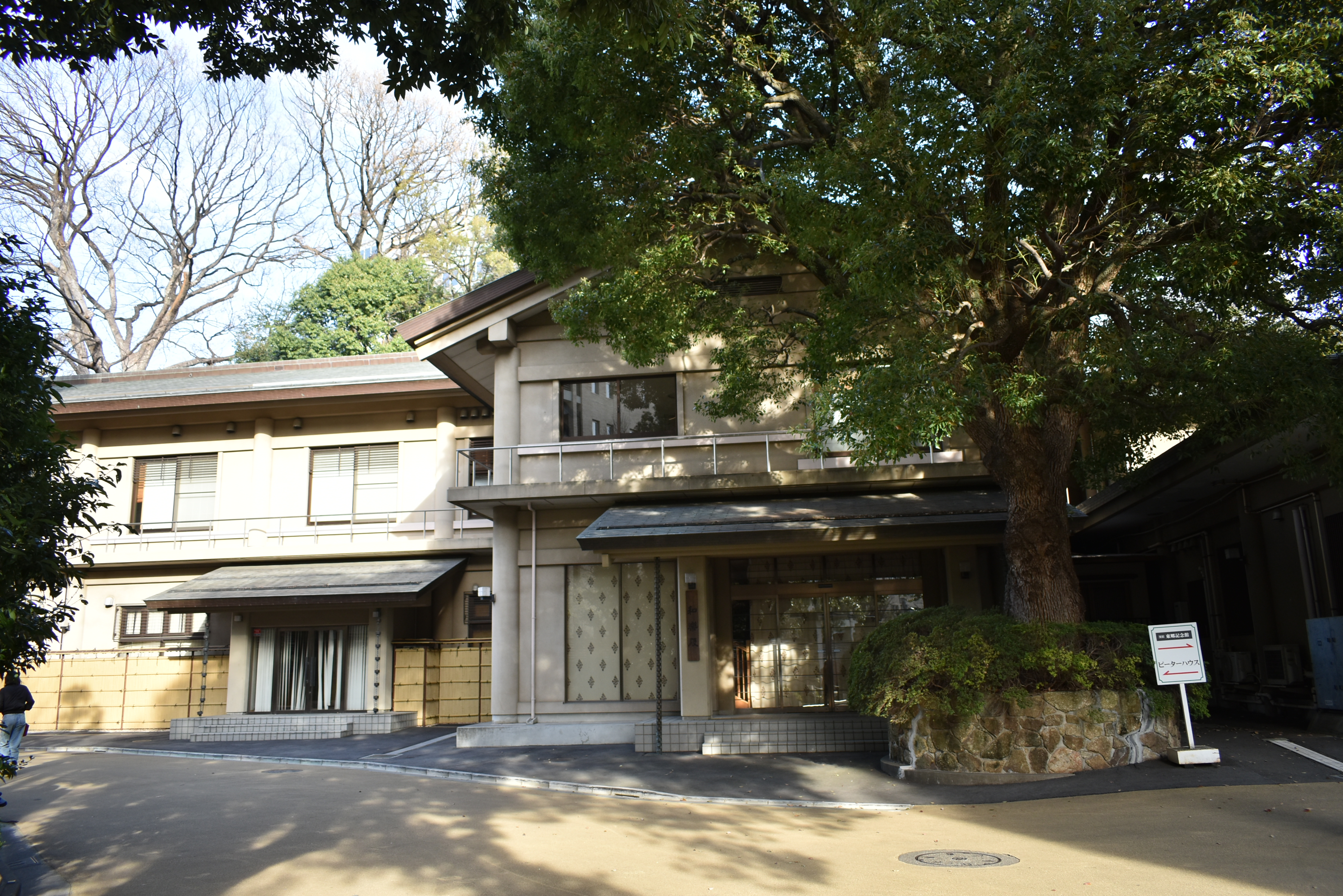
和楽殿（2019年3月19日撮影）
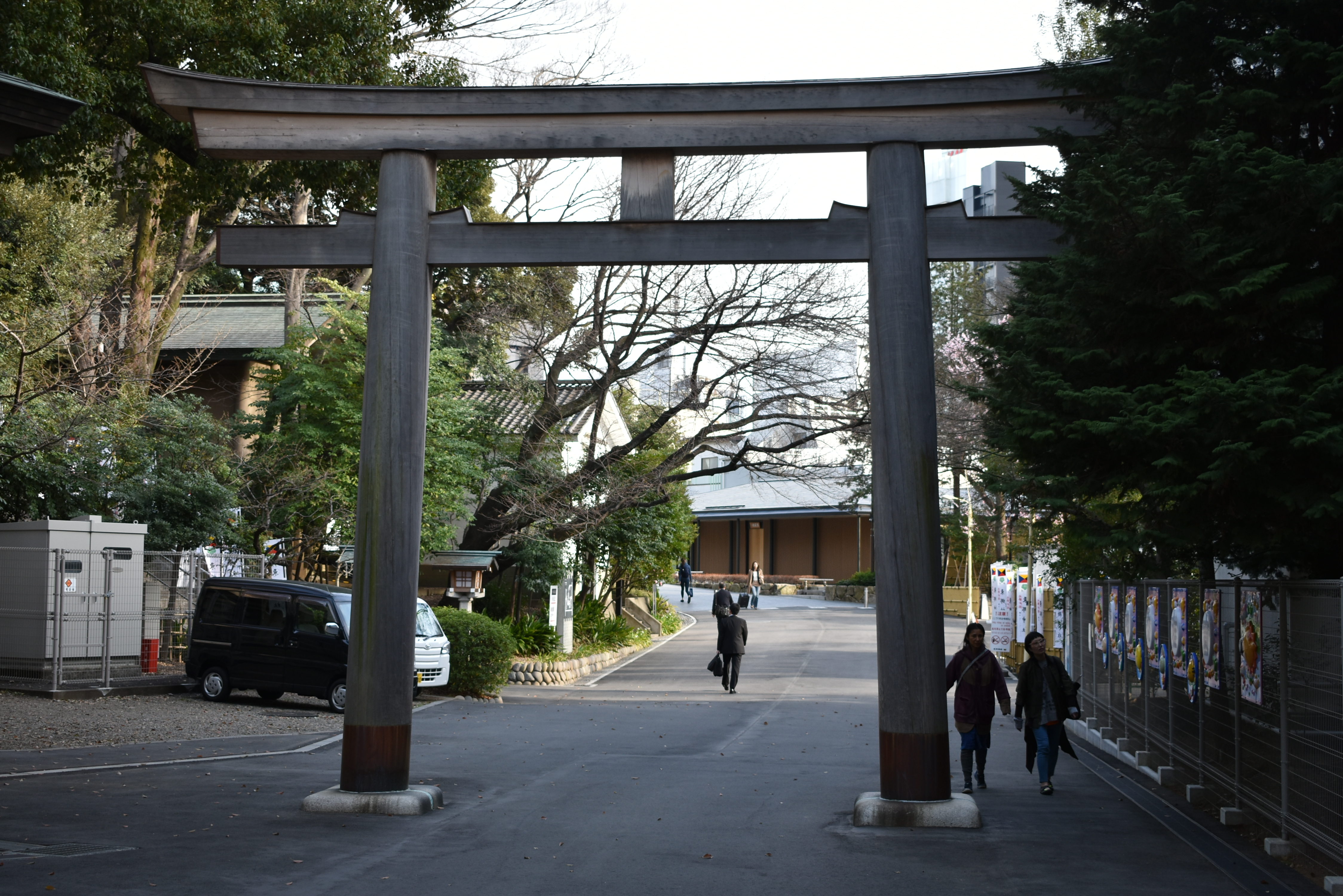
西参道の鳥居（2019年3月19日撮影）

## 著名な参拝者
米海軍のチェスター・W・ニミッツ元帥は、東郷を非常に敬愛しており、第二次世界大戦後には東郷の旗艦だった「三笠」保存に尽力。また自著の売り上げを東郷神社に寄付した。東郷神社の社務所には、ニミッツの同神社の再建を祝福する手紙や、「最も偉大な海軍軍人である東郷平八郎元帥の御霊に敬意を捧げる」との直筆メッセージ（※英文）入りの写真が展示されている。
国際連合の事務総長であったブトロス・ブトロス＝ガーリは、来日した際、東郷神社に必ず参拝していた。

## 文化財

### 重要文化財
- 太刀 額銘吉房（附:海軍長剣拵） - 東郷平八郎佩用の太刀。吉房（よしふさ）は鎌倉時代、備前福岡一文字派の刀工で、華やかな丁子乱れの刃文を得意とする。「額銘」とは太刀の茎（なかご）を後世に切り詰めた際、銘の部分のみを切り取って額状に嵌めこんだもの。